# Корра
Корра  — головний персонаж анімаційного серіалу «Легенда про Корру». 
Корра  — дівчина із Південного племені води. Наступний Аватар після Аанга, володіє всіма чотирма стихіями, а також магіями Металу та Енергії.

## Біографія

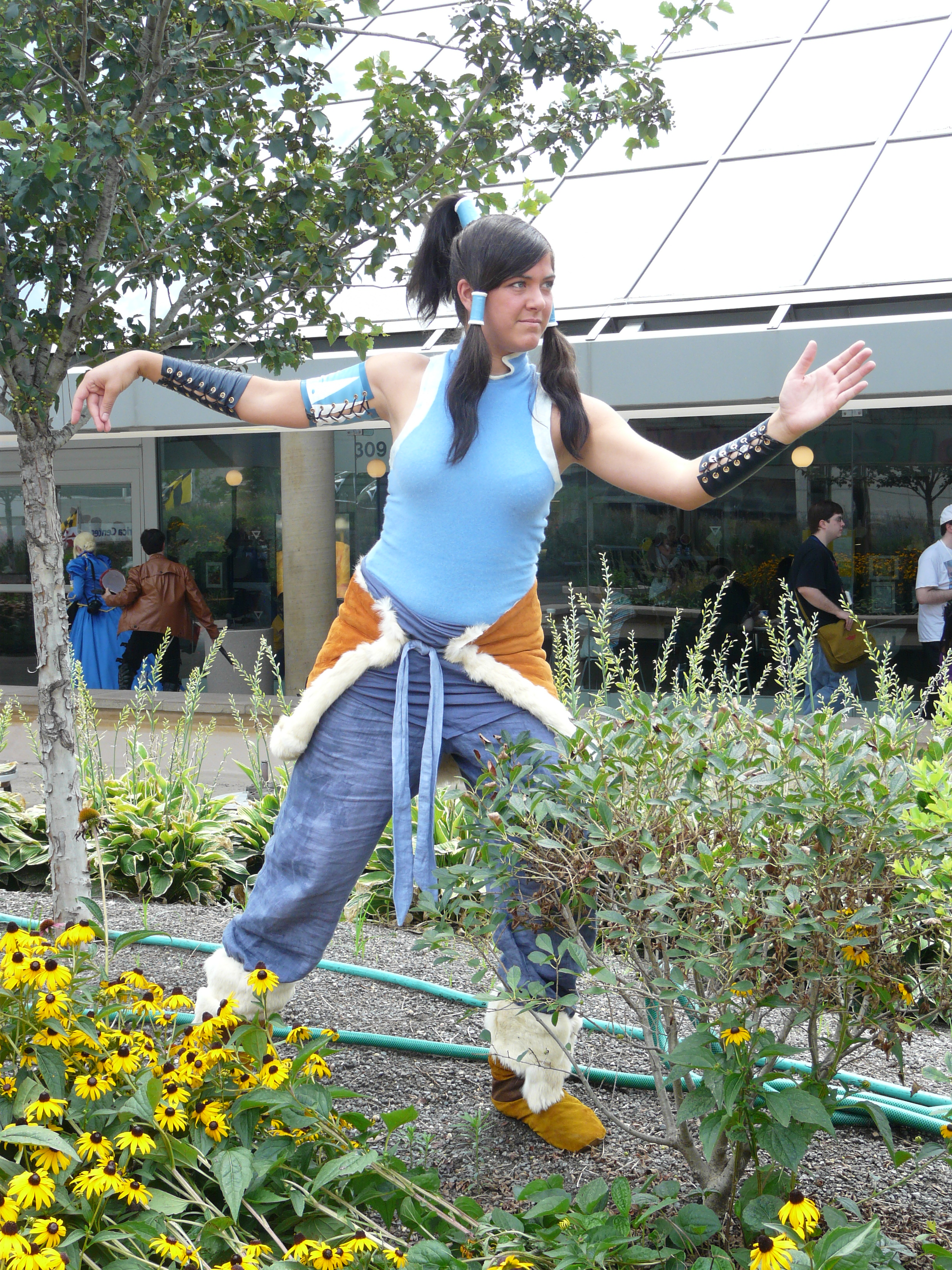
Косплей Корри

Корра народилась після смерті Аанга. Вже у 4 роки володіла трьома стихіями: водою, землею та вогнем. У 17 років вирішує оволодіти повітрям, однак їй важко дається ця магія. Все ж вона оволоділа повітрям, щоб врятувати Мако від Амона. Також пізніше вона оволоділа магією Металу. 

## Магії

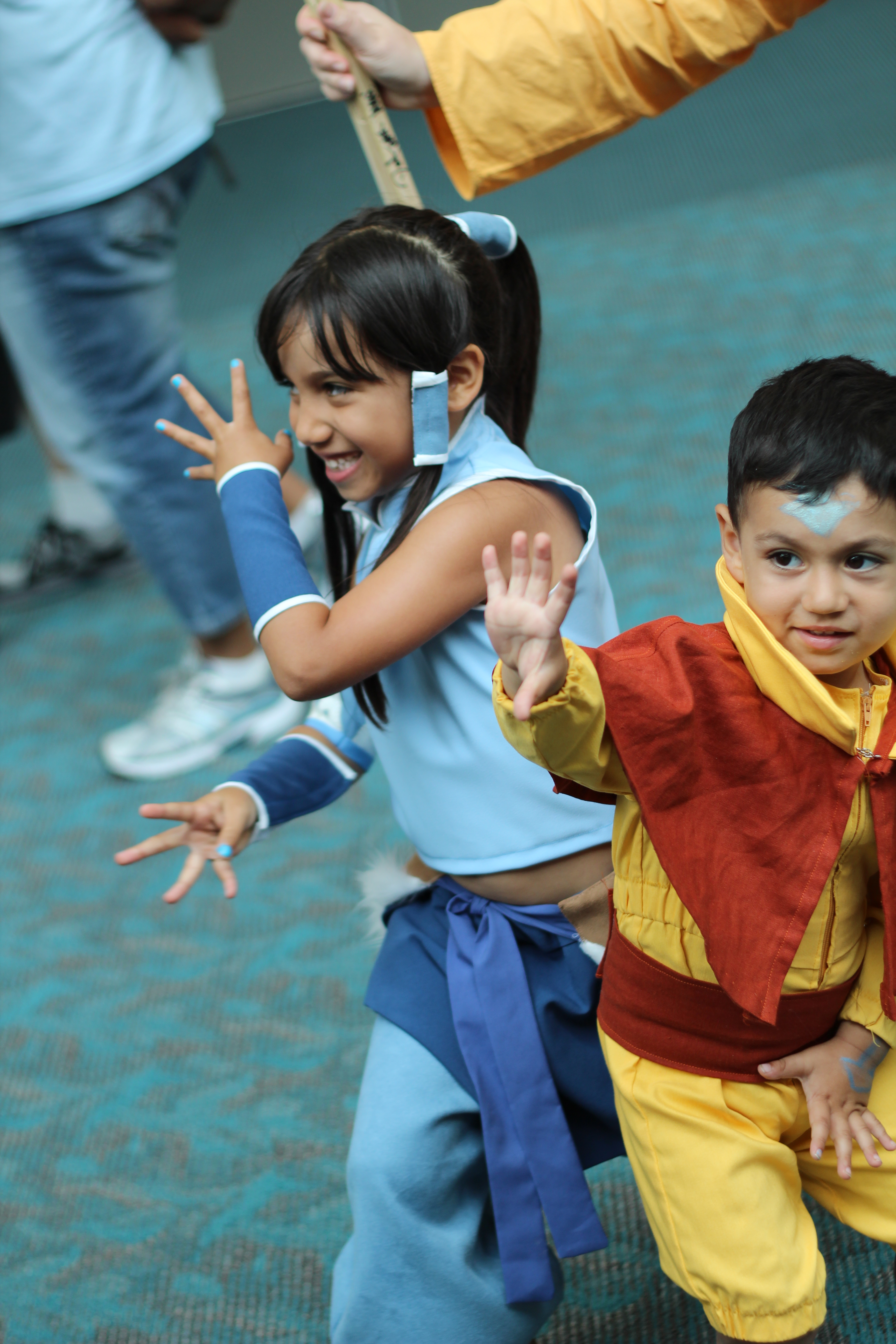
Корра і Аанг косплей

Вода. Цій магії, а також цілительству, навчила її Катара. Протягом серіалу рідну магію Корра використовує рідко, але володіє нею, коли треба заспокоїти духів, або під час гри з друзями у матчі. 
Вогонь. Протилежна до води магія, тим не менш, протягом серіалу Корра часто її використовує для того, щоб оборонятись від ворогів: Тарлока, Амона, дядька Уналака, Захіра та інших. На відміну від магії повітря, ця для неї виявилась найлегшою. Її навчили майстри вогню.
Земля (метал). Невідомо, хто навчив її магії Землі, але Корра непогано володіє нею. Використовує її як у безпечних цілях (наприклад, коли Іккі запитала, чи подобається їй Мако, Корра штовхнула її), так і проти ворогів. Коли Корра з друзями приїхала у Царство Землі, донька Тоф Суїнь навчила її магії Металу.
Повітря.  У 17 років Корра почала спроби оволодіти магією повітря за підтримки Тензіна, сина Катари й Аанга. Хоч ці спроби були невдалими, коли Амон забрав магію, Коррі довелося опанувати повітря, аби захистити Мако. 
Енергія і духи. Магію Енергії, за допомогою якої можна забирати або давати магію, дівчині передав Аанг. Так вона змогла повернути Лін магію, забрану Амоном. У другому сезоні Уналак розриває зв'язок Корри зі всіма минулими Аватарами, через що Корра їх більше не бачить. Уналак володіє магією духів, і зрештою сам став темним духом. Корра відкриває портали, внаслідок чого з'явилися нові маги повітря, у тому числі заклятий ворог Захір, який потім отруїв Аватара.

## Зовнішність
У Кори каштанове середнє волосся , смуглява шкіра та блакитні очі .У перших трьох книгах носить зав'язане волосся три хвостика а у Останній відрізає його коротко .
Одяг .  Південного племені води  носить сині штанці , шкіряну коричневу  спідницю , та Світло або темну блакитну майку та  чоботи .У холодну пору  темне синє пальто .

## Сім'я
Сена — мати. 
Тонрак — батько Корри. Був вигнаний із Північного племені води за те, що зруйнував місце, де жили  духи. Завжди захищає доньку, до прикладу, від брата та Захіра. 
Уналак — дядько, молодший брат Тонрака. Він володіє магією духів. Порушив баланс, став єдиним із темним духом, зруйнував звʼязок Корри із минулими Аватарами. Однак Корра змогла подолати його.
Еска та Десна — двоюрідні сестра і брат Корри, близнюки. Еска дуже ревнувала, коли Корра була поряд зі своїм другом Боліном. Разом із братом вирішила помститися їй і команді Аватара. Але пізніше, коли вони дізналися, що їх батько злився з Вату, стали на бік Корри. У 3 книзі допомогали із Зуко затримати злодіїв ордену Червоного Лотуса.
Нага — собака-ведмідь. Улюбленець, якого вона дуже любить і їздить на ньому.

## Особисте життя
У першій книзі вона знайомиться  з Боліном, магом Землі, та закохується у його старшого брата, мага Вогню Мако. Але той закохується в Асамі, в той час як Корра ще не встигла розказати Мако про свої почуття. Вона починає ревнувати і цілує його при Боліні, який запросив Корру на побачення. Пізніше, коли у Корри і друзів був конфлікт із Тарлоком, який вкрав Корру, використовуючи магію Крові, Мако вирішує її врятувати. Але Асамі запідозрює, що у Мако є почуття до Корри, та дізнається від Боліна про поцілунок. Потім Асамі починає ревнувати і руйнує стосунки з Мако. Мако і Корра починають разом рятувати місто від Амона. А коли Корра втратила магію, Мако зізнається, що кохає Корру, але та не змогла відповісти взаємно, допоки Аанг не повернув їй магію. Потім вони цілуються.
У 5 серії Книги 2 вони сваряться, і їх стосунки закінчуються. Але потім Корра втрачає пам'ять і забуває, що вони розлучилися. Вона цілує Мако в присутності Асамі, з якою він знову закрутив роман. На що Мако сказав, що вони лише посварились, збрехавши, щоб вони помирилися. А коли Корра відновлює пам'ять і дізнається про все, сказала, що в них немає майбутнього, і поцілувала його зі сльозами. Вони припиняють стосунки.
У 3 сезоні Корра спілкується більше з Асамі. Вони говорять одна одній, що цілували Мако без дозволу. Асамі спершу сказала, що вона його поцілувала, коли вони розійшлись з Коррою, а Корра натомість розповідає, що це вона поцілувала Мако, коли він та Асамі зустрічалися. Асамі навчає Корру водити машину, а також піклується про неї, коли Корра хворіла після отруєння Захіром.
У 4 книзі Корра та Асамі зближуються. Корра йде на Південний полюс на 3 роки лікуватися. Звідти пише Асамі листи. Нарешті Корра обрізає волосся і повертається у Республіканське місто, зустрічається з Асамі та друзями. Вони вирішують впоратись із Кувірою. На весіллі Варіка Корра відкриває останній портал. Асамі виганяє Тензіна, і вони починають обговорювати свої проблеми. Асамі дуже сумно через загибель батька, який пожертвував життям заради доньки, і було б ще важче, якби Корра не вижила б теж. Корра обіймає Асамі, і вони вирішують відправитися у відпустку у Світ Духів. Тоді Корра і Асамі йдуть до порталу, взявшись за руки та дивлячись одна на одну, чим розпочинаються їх романтичні стосунки.

## В інших медіа
Корра з'являється у відеогрі "Легенда про Корру", дія якої відбувається між другим і третім сезонами серіалу. На початку гри у неї забрали здібності до згинання, і вона повинна відновити їх по ходу гри. Вона є єдиним персонажем "Легенди про Корру", окрім Наги і Джинори, який з'являється в сюжетному режимі гри, що викликало критику.
У березні 2015 року Брайан Конецько опублікував ілюстрацію обіймів Корри та Асамі під назвою "Вечір побачення черепахи та качки". Було оголошено, що робота буде продана як ексклюзивний принт для виставки "Легенда про Корру / Аватар: Останній маг повітря" в галереї Nucleus, а виручені кошти Конецько пожертвував на гарячу лінію для запобігання самогубствам ЛГБТК Після того, як одностатеві шлюби були визнані легальними у всіх 50 штатах США, Конецько опублікував райдужну версію ілюстрації. Корра та її попередник Аанг були зображені на принті, доступному для відвідувачів Комік-Кону в Сан-Дієго у 2015 році.
Корра з'являється в книгах "Легенда про Корру" "Революція" і "Ендшпіль", двох романах, які разом адаптують перший сезон серіалу. Корра також є ігровим персонажем у Super Brawl Universe, ігровим персонажем у Nickelodeon Kart Racers 2: Grand Prix і 3: Slime Speedway, і скіном для Скаді в Smite. Вона також з'явилася як ігровий персонаж у Nickelodeon All-Star Brawl та її продовженні. Вона була додана до Fortnite Battle Royale у 2024 році.
Корра з'являється в епілозі фан-фільму RE:Anime "Аватар: Останній маг повітря": Агні Кай в мовчазній епізодичній появі, зображеній Катріною Росітою, частково адаптуючи події "Комети Созіна" з тією різницею, що Катара випадково вбиває Азулу, як пояснила Коррі старша Катара.

## Цікавий факт
У перший книзі Корі 17 років у другій 18 у останній 21.